# Långsjö, Dalarna
Långsjö är en sjö i Älvdalens kommun i Dalarna och ingår i Dalälvens huvudavrinningsområde. Sjön har en area på 1 kvadratkilometer och ligger 623,6 meter över havet. Sjön avvattnas av vattendraget Rivsjövasslen.

## Delavrinningsområde
Långsjö ingår i det delavrinningsområde (682272-139210) som SMHI kallar för Utloppet av Långsjö. Medelhöjden är 658 meter över havet och ytan är 16,36 kvadratkilometer. Det finns inga avrinningsområden uppströms utan avrinningsområdet är högsta punkten. Rivsjövasslen som avvattnar avrinningsområdet har biflödesordning 2, vilket innebär att vattnet flödar genom totalt 2 vattendrag innan det når havet efter 406 kilometer. Avrinningsområdet består mestadels av skog (77 procent) och sankmarker (12 procent). Avrinningsområdet har 1,15 kvadratkilometer vattenytor vilket ger det en sjöprocent på 7 procent.